# Asplenium kidoi
Asplenium kidoi är en svartbräkenväxtart som beskrevs av Sleep, Viane, Y.X.Lin och Reichst. Asplenium kidoi ingår i släktet Asplenium och familjen Aspleniaceae. Inga underarter finns listade.